# Ахмедов Фархад Теймур огли
Фархад Теймурович Ахмедов (азерб. Fərhad Teymur oğlu Əhmədov; нар. 15 вересня 1955, Баку, Азербайджанська РСР) — російський олігарх і політик азербайджанського походження, з 2013 року один із 200 найбагатших людей Росії.
Через вторгнення Росії в Україну перебуває під санкціями всіх країн ЄС, Британії та ряду інших країн.

## Ранні роки та освіта
Фархад Ахмедов народився 15 вересня 1955 року в азербайджанському Гейчаї у сім'ї управлінця Теймур Фарадж огли Ахмедова.
1970 року переїхав до Москви. У 1975—1977 роках служив у радянській армії.
1983 року завершив навчання в Московській ветеринарній академії за спеціальністю «технологія та товарознавство».
Пізніше навчався в аспірантурі РГУ нафти та газу ім. Губкіна. В 2000 отримав науковий ступінь кандидата економічних наук.

## Кар'єра
З 1987 року жив у Великій Британії. Перший капітал отримав на торгівлі соболями на Лондонській товарній біржі. У тому ж році створив компанію Tansley Trading, яка постачала обладнання радянським газовим підприємствам.
Ахмедов брав участь у підготовці підписаного в 1994 році «Контракту століття», міжнародного проекту з освоєння нафтових родовищ Азері - Чираг - Гюнешлі в Азербайджані.

### Нортгаз
У 1993 році Ахмедов отримав 5%-ну частку в газодобувному підприємстві Нортгаз, новому спільному підприємстві Газпрому та американської компанії Bechtel Energy для розробки Північно-Уренгойського родовища (ЯНАО). В 1994 повернувся до Росії.
Наприкінці 1990-х Ахмедов зміг вивести «Нортгаз» із кризи, вклавши $150 млн залучених інвестицій. У 1999 році, вважаючи, що «Газпром» не бере участі грошима в житті компанії, його структури розмили в ході двох емісій частку «Уренгойгазпрому», дочірньої структури «Газпрому», до 0,5 %. Після отримання контролю над «Нортгазом» Ахмедов у 2002 році став головою ради директорів компанії. 2003 року після третьої емісії акцій «Уренгойгазпром» взагалі зник із числа акціонерів. З 2001 року компанії вели судові позови. «Газпром» з початку 2004 року вимагав відкликання у «Нортгазу» ліцензії на Північно-Уренгойське родовище, і в квітні 2005 року ліцензію було анульовано. У травні того ж року багаторічний позов завершився підписанням мирової угоди з британського права, за якою Ахмедов безоплатно передав «Газпрому» 51 % акцій «Нортгазу». Після врегулюванням суперечки «Нортгазу» повернули ліцензію.
У 2012 р. Ахмедов продав 49 % акцій «Нортгазу» компанії "Новатек ", що належали йому, за $1,375 млрд, змінивши свій статус нафтогазового трейдера на приватного інвестора.
Одночасно з підприємницькою діяльністю закінчив заочну аспірантуру Російського державного університету нафти та газу ім. І. М. Губкіна захистив дисертацію на ступінь кандидата економічних наук. Його було обрано членом-кореспондентом Міжнародної академії технологічних наук.

## Статок
Ахмедов протягом більше десяти років незмінно входив до рейтингу 200 найбільш заможних людей Росії за версією російського журналу Forbes. Станом на 2019 р. посідав № 67 серед найбагатших людей Росії (маючи $1,4 млрд). У списку мільярдерів всесвітньої версії Forbes посідає 2141 місце.
Ахмедов належить до порівняно малого кола російських мільярдерів, здатних легко довести законність походження свого статку. Він ніколи не брав участі в так званих заставних аукціонах і один з небагатьох великих російських бізнесменів, які не користувалися державними бюджетними субсидіями. У досьє Forbes Ахмедов позначений як self-made man («людина, зобов'язана успіхом собі»).
3 травня 2023 року у порту Гамбурга проведено обшук на яхті Luna, що належить олігарху, за підозрою щодо порушення закону про зовнішню торгівлю, повідомили генеральна прокуратура та Федеральне управління кримінальної поліції.

## Політика
2004 року Ахмедова було призначено представником Адміністрації Краснодарського краю в Раді Федерації РФ (до 2007). Став першим і єдиним на той час етнічним азербайджанцем, представленим у вищій палаті законодавчої влади РФ.
Брав активну участь у політичному та економічному житті регіону. Заклав основу розвитку сучасного туристичного кластера у Краснодарському краї, сприяв просуванню краю як інвестиційно-привабливого регіону. У 2007 році призначений представником Зборів депутатів Ненецького автономного округу в Раді Федерації (до 2009 року).
У цей період напрацював великі міжнародні контакти та зв'язки, які, зокрема, допомогли йому зробити вирішальний внесок у нормалізацію турецько-російських відносин, що загострилися у 2015 р. — на особистій зустрічі з Президентом Туреччини він запропонував єдиний можливий варіант врегулювання розбіжностей, який влаштовував обидві сторони (даний факт був оприлюднений пізніше міністром закордонних справ Туреччини М.). Чавушоглу).
У період 2007—2010 рр. брав активну участь у роботі російської делегації в Парламентській асамблеї Ради Європи, неодноразово був міжнародним спостерігачем на виборах, у тому числі в Азербайджані.

## Санкції
8 квітня 2022 року, після вторгнення Росії в Україну, Ахмедов був включений до списку санкцій Євросоюзу, як провідний бізнесмен, що працює в секторах економіки, що забезпечують істотне джерело доходу уряду РФ.
13 квітня 2022 року Великобританія запровадила санкції щодо Ахмедова.
18 травня 2022 року потрапив під санкції Канади.
13 квітня 2022 року доданий до санкційного списку Швейцарії.
З 19 жовтня 2022 року перебуває під санкціями України.
З вересня 2023 року Європейський суд не продовжив санкції проти Ахмедова.

## Сім'я та особисте життя
Був одружений тричі. Від цих шлюбів має шістьох дітей: Анна (1979 р.н.), Темур (1993 р.н.), Едгар (1996 р.н.), Сулейман (2013 р.н.), Арія (2017 р.н.).) та Адам Ахмедов (2020 р.н.). Дружина — Анна Ахмедова (Адамова) 1983 року народження.

### Розлучення та судовий позов
Тетяна Сорока та Фархад Ахмедов познайомилися у 1989, одружилися у 1993 році. У шлюбі народилося двоє синів. Їхнє розлучення було оформлено в Росії ще в 2000 році. Ще через три роки Тетяна Ахмедова, у якої подвійне громадянство, клопотала про розлучення згідно з англійським правом, і у Великобританії їхній шлюб офіційно розпався лише наприкінці 2014 року.
У листопаді 2012 року Ахмедов продав 49 % акцій «Нортгазу» "Новатеку " за $1,375 млрд. У 2013 році Тетяна Ахмедова подала позов до Високого суду Лондона з вимогою поділити кошти, нажиті у шлюбі. На початку 2016 року Ахмедов пропонував Тетяні врегулювати суперечку за відступні £100 млн, але вона відмовилася. У судовому позові Тетяну Ахмедову підтримувала британська фінансово-юридична компанія Burford Capital, яка вклала кілька десятків мільйонів фунтів стерлінгів у судовий процес за виплату 30 % від виручених коштів.
У листопаді 2016 року Ахмедов, побоюючись накладення арешту на активи, передав колекцію сучасного мистецтва з трасту на Бермудських островах у траст у Ліхтенштейні, фінансові активи було переведено зі швейцарської компанії Ахмедова Cotor Investment у банку UBS. У травні 2017 року суд зобов'язав Ахмедова передати Тетяні предмети мистецтва на £90 млн та виплатити £350 млн. Проте Фархад Ахмедов відмовився виконувати рішення суду. У квітні 2018 року суд Лондона санкціонував арешт 115-метрової яхти Luna, заздалегідь переправленої Ахмедовим у Дубай. Наступні два роки яхта провела в доці, і лише в лютому 2020 року місцевий апеляційний суд відмовив Тетяні Ахмедовій у виконанні лондонського рішення, оскільки воно «суперечить законам шаріату». У травні 2022 року яхту було зааршетовано в порту Гамбургу.
У січні 2020 року Тетяна Ахмедова подала позов проти власного сина Темура, звинувативши його у допомозі батьку у виведенні активів. У січні 2021 року Високий суд Лондона задовольнив її позов, присудивши сину виплатити матері £70 млн.
У липні 2021 року Тетяна Ахмедова відмовилася від боротьби за виконання рішення Високого суду Лондона, який присудив їй суму в розмірі £453 млн. Вона погодилася на одноразову виплату £150 млн, З яких винагорода Burford, за деякими даними, складе £ 74,5 млн .

## Курйози
25 березня 2023 року у ЗМІ широко поширився 35-хвилинний аудіозапис розмови між, імовірно, Йосипом Пригожиним і Ахмедовим. У записі обидва співрозмовники в нецензурній формі критикують керівництво Росії.